# Savè
Savè is een van de 77 gemeenten (communes) in Benin. Savè telt 87.177 inwoners (2013). De gemeente ligt in het departement Collines en heeft een oppervlakte van 2.228 km². De gemeente is opgedeeld in zeven arrondissementen:
- Adido
- Besse
- Boni
- Kaboua
- Plateau
- Sakin
- Offe

## Geografie
Savè ligt op 253 kilometer van Cotonou en op 161 kilometer van Parakou. De gemeente grenst in het oosten aan Nigeria. Daar vormt de Okpara de grens. In het westen wordt de gemeente begrensd door de Ouémé.
De spoorweg tussen de kust en Niger loopt door de gemeente net als de autoweg RNIE2.
Kenmerkend in het landschap zijn de ronde heuvels.

## Economie
De landbouw is de belangrijkste economische sector. In Savè ligt de enige suikerrierraffinaderij van Benin. Deze werd opgericht in 1984 als Société sucrière de Savè maar stopte de productie aan het begin van de jaren 90. Met Chinees kapitaal werd de productie weer opgestart in 2003 onder de naam Sucrerie de Complant du Bénin (SUCOBE).

## Bevolking
In 2002 telde Savè 67.753 inwoners. In 2013 waren dit 87.177 inwoners.
De belangrijkste bevolkingsgroepen zijn de Shabé (Yoruba) en de Mahi (Fon).
Opm: Bevolkingscijfers in duizendtallen
Bron: Savé Commune in Benin; 1979-2013: volkstellingen
Bron: Institut National de la Statistique Benin; 2013: volkstelling

## Geschiedenis
Shabè (door de Fransen omgevormd tot Savè) was een Yoruba-koninkrijk. Rond 1850 viel het leger van koning Ghézo van het Fon-koninkrijk Abomey Shabè binnen en doodde de koning. Eind 19e eeuw vestigden de Fransen een protectoraat. De titel van koning van Shabè werd louter ceremonieel. Een eerste katholieke missiepost in Savè werd geopend in 1930. In de koloniale tijd werd Savè in 1909 de hoofdplaats van een cercle en in 1920 werd het een kanton van de cercle Savalou. In 1960 werd Savè een onderprefectuur en later een gemeente.

## Afbeeldingen

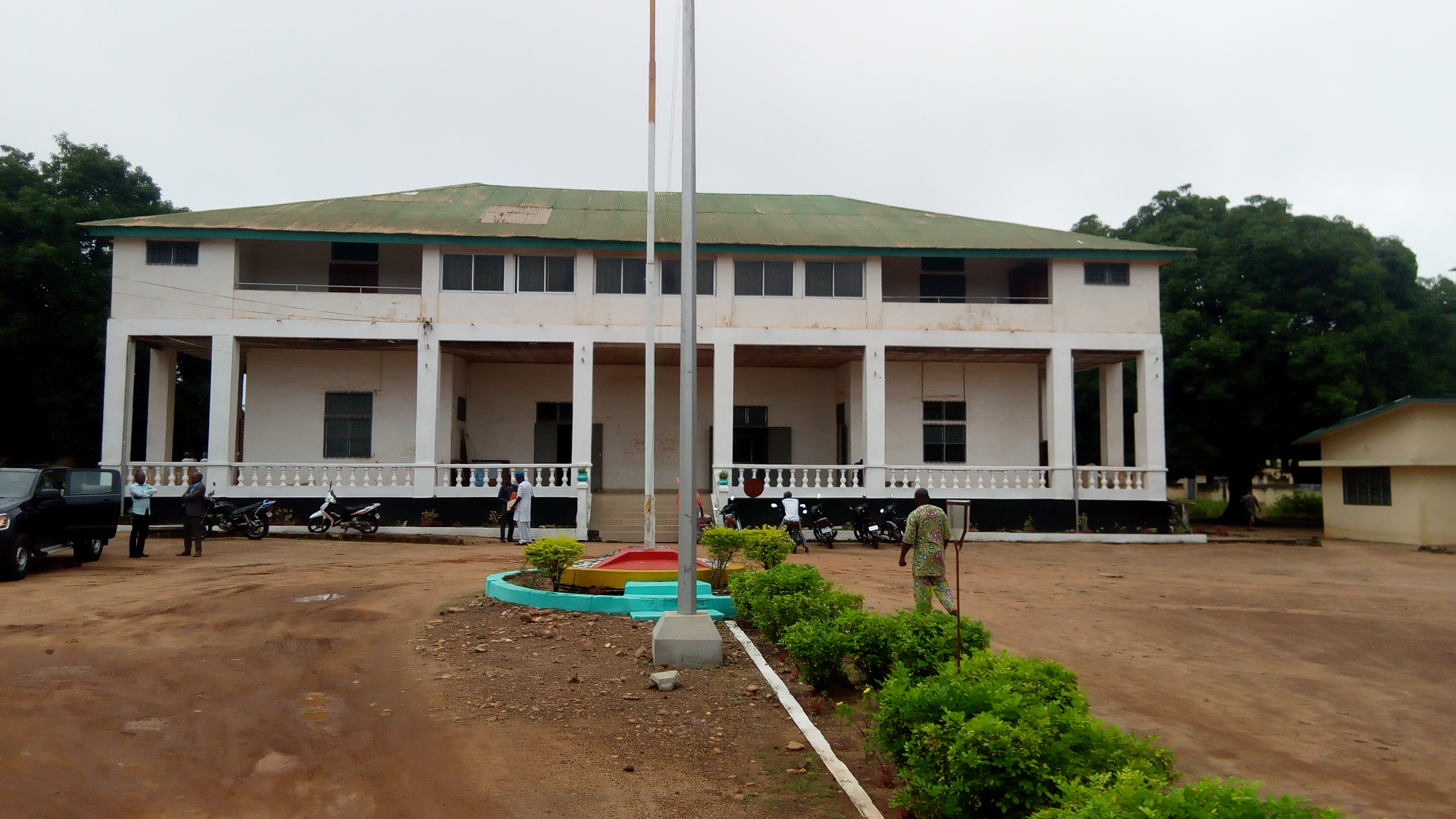
Gemeentehuis
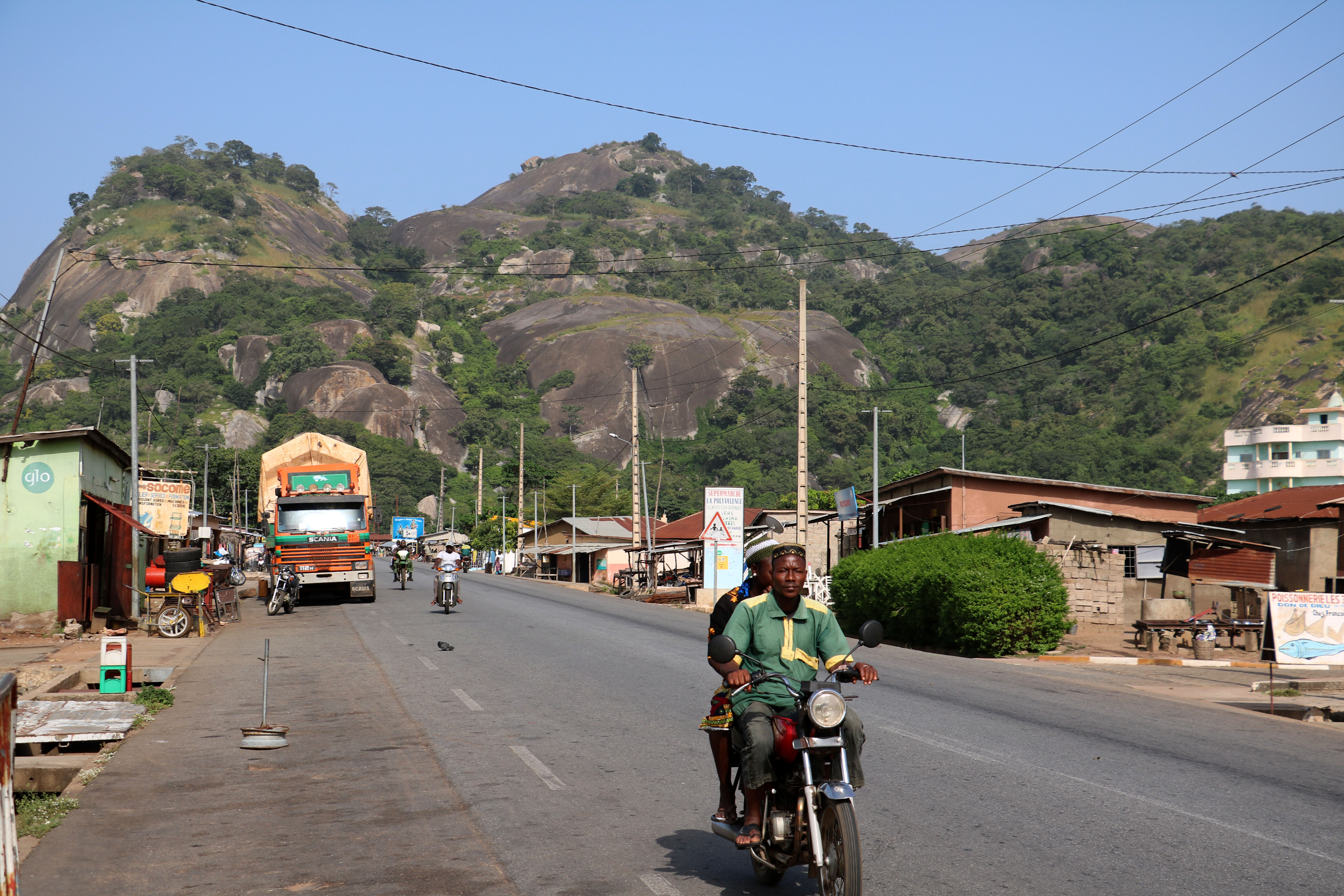
Straatbeeld
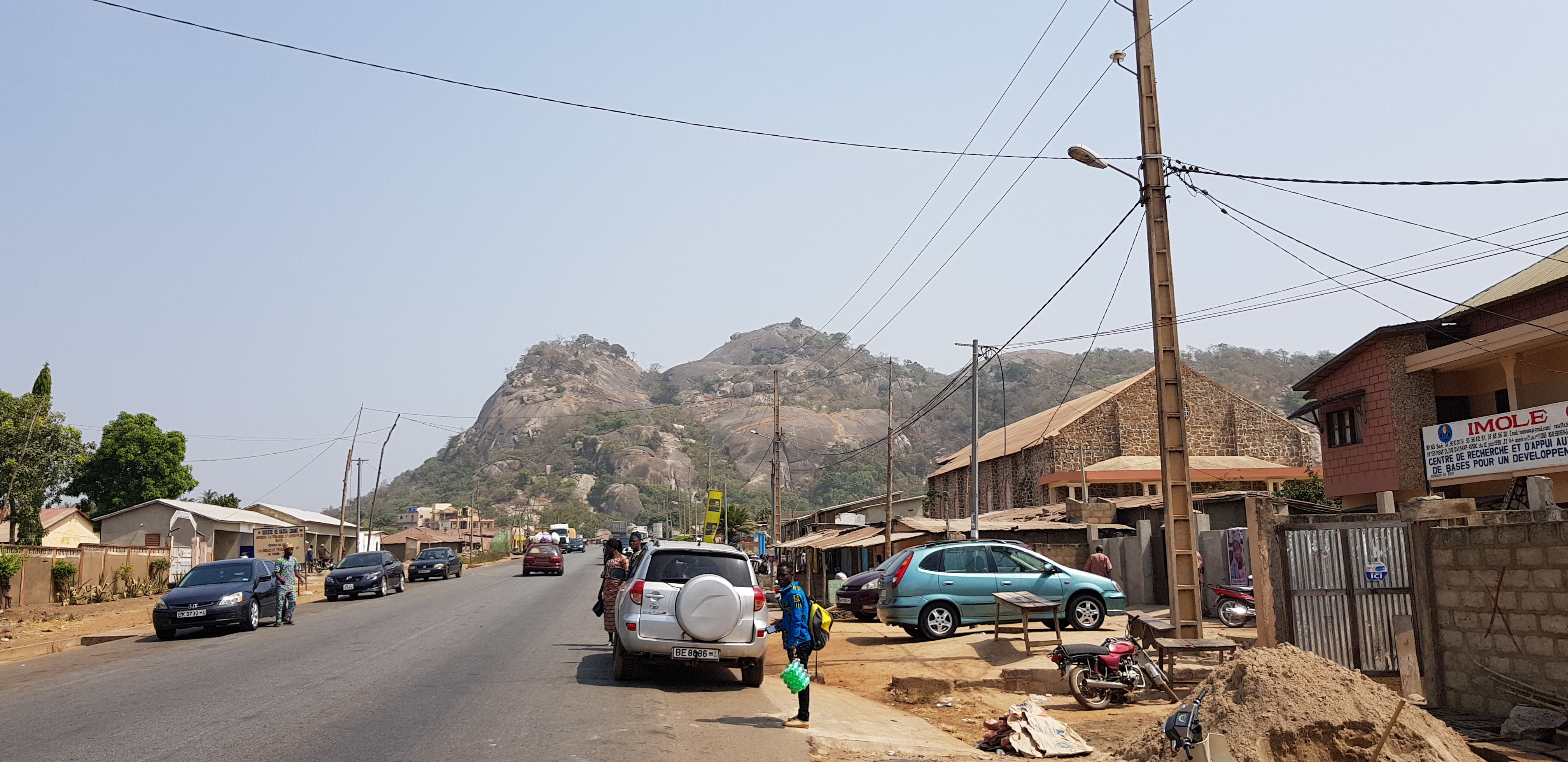
Straatbeeld
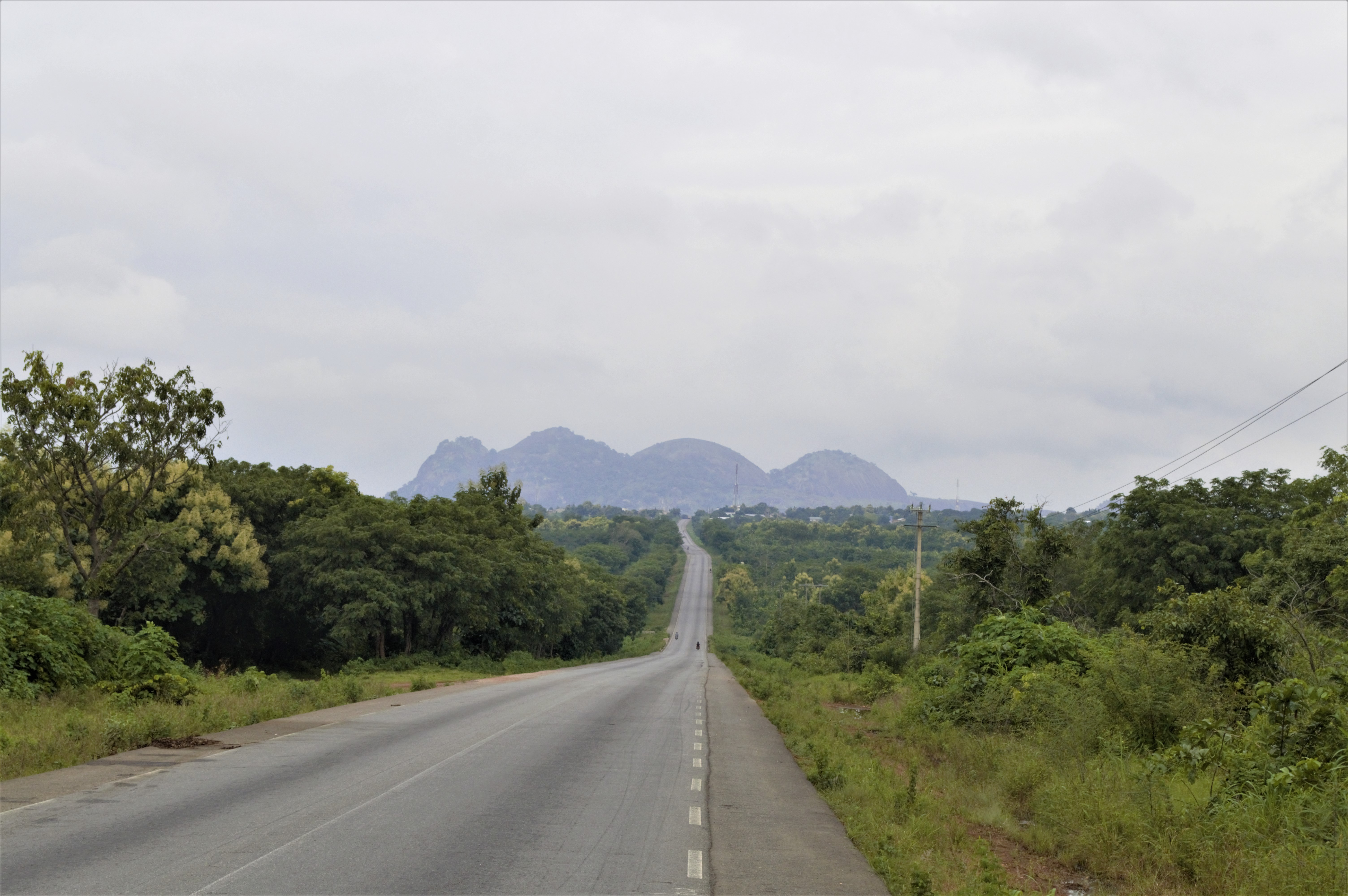
RNIE2